# Cryptocarya parallelinervia
Cryptocarya parallelinervia är en lagerväxtart som beskrevs av André Joseph Guillaume Henri Kostermans. Cryptocarya parallelinervia ingår i släktet Cryptocarya och familjen lagerväxter. Inga underarter finns listade i Catalogue of Life.